# Eyvind Johan-Svendsen
Eyvind Severin (Johan-) Svendsen (5. januar 1896 i København – 10. oktober 1946 på Frederiksberg) var en dansk skuespiller.
Han var søn af komponisten og dirigenten Johan Svendsen.
Uddannet fra Det kongelige Teaters Elevskole 1917.
Herefter optræden ved Dagmarteatret frem til 1926. Fra 1926 til 1939 var han engageret ved Det kongelige Teater, kun afbrudt af et enkelt års ophold på Det ny Teater.
I radioen spillede han en lang række roller, og han nåede at indspille flere film.

## Udvalgt filmografi
- Præsten i Vejlby – 1931
- Hotel Paradis – 1931
- 7-9-13 – 1934
- Tyrannens fald – 1942
- Møllen – 1943
- Det brændende spørgsmål – 1943
- Otte akkorder – 1944
- Brevet fra afdøde – 1946